# مهرجان ديربان السينمائي الدولي
مهرجان ديربان السينمائي الدولي (بالإنجليزية: Durban International Film Festival)‏ هو مهرجان سينمائي سنوي يقام في ديربان، مقاطعة كوازولو ناتال، جنوب إفريقيا. تأسس في عام 1979 من قبل تيدي ساركين وروز ساركين، وهو أقدم وأكبر مهرجان سينمائي في أفريقيا. يقدم أكثر من 200 عرض للاحتفال بالأفضل في السينما الجنوب أفريقية والأفريقية والدولية. معظم العروض إما أفريقية أو جنوب أفريقية. يقدم المهرجان أيضًا ورش عمل لصانعي الأفلام، وندوات، ومنتديات للمناقشة، وأنشطة توعوية تشمل عروض في مناطق البلدات التي لا توجد بها دور سينما. 
يقدم المهرجان العديد من الأقسام التنافسية وبعض الجوائز لها مبالغ نقدية. منذ عام 2006، قامت منظمة العفو الدولية من خلال مجموعة (Durban Amnesty) برعاية جائزة نقدية تسمى جائزة منظمة العفو الدولية في ديربان لحقوق الإنسان.

## روابط خارجية
- مهرجان ديربان السينمائي الدولي